# Sant Martí de Saldes
Sant Martí és una església que es troba al centre del nucli urbà de Saldes (Berguedà). És una obra inclosa en l'Inventari del Patrimoni Arquitectònic de Catalunya. Malgrat les modificacions barroques del segle xviii conserva vestigis romànics. Conserva retaules neoclàssics i una talla romànica del segle xiii de la verge de Gresolet que pertany al Santuari de Gresolet.

## Arquitectura
L'església actual conserva un traçat romànic. Disposa de campanar de torre i té una planta quadrada amb finestres d'arc de mig punt de to romànic. Edifici refet (any 1703) amb vestigis del l'absis romànic perfectament orientat.
L'interior de l'edifici és de pedra vista i deixa veure l'estructura constructiva. A cada costat s'obren dues capelles laterals cobertes amb volta d'arcs encreuats. A la paret de migdia resta un arc adovellat i una finestra d'arc de mig punt molt alta i tapiada. Es conserven cinc altars a l'interior, de fusta policromada, d'estil neoclàssic tardà i del segle xix, procedeixen d'algun taller local de Bagà o de Sant Llorenç de Morunys. Dedicats, el major a Sant Martí, els altres a Santa Severina, al Sagrat Cor, a Santa Bàrbara i a la Mare de Déu del Roser.
També es conserva la imatge de la Marededéu de Gresolet, del segle xiii, que fou traslladada el 1947 per raons de seguretat. A l'altar major de l'església, d'estil neoclàssic, s'hi guarda la imatge de la Mare de Déu de Gresolet, excessivament restaurada i probablement no anterior a la segona meitat del segle xiii. A les capelles laterals hi ha el retaule de la Mare de Déu, realitzat al segle xix i d'estil neoclàssic tardà; el retaule del Sagrat Cor, de la mateixa època i estil; el retaule de Santa Seferina, i el del Sant Crist de Saldes, tots dos neoclàssics tardans del segle xix.

## Història
La vella església apareix esmentada en l'acta de consagració de la catedral d'Urgell l'any 839. Així mateix apareix també en un document datat el 8 de desembre del 857 com a nova església consagrada pel bisbe d'Urgell Guisad, que sembla indicar una reconstrucció de l'anterior. Al mateix document s'especifica que els feligresos la dotaren amb dues mujades i mitja i tres quarteres de terra i una casa davant l'església que havia de servir de rectoria.
Entre els segles xi i xii es construeix una nova església i amb posterioritat, en el segle xvii, s'aixeca bona part de l'obra actual sobre les restes romàniques. Aquest segon temple fou substituït segles més tard per un nou temple romànic, d'una sola nau amb absis semicircular, que pot datar-se al segle xi i després es va construir una quarta església al segle xii, també romànica. Al segle xiii les notícies vers l'església estan relacionades amb els barons de Pinós, rebent els habitants exempcions dels drets de pastura el 1291. En el testament de Galceran IV de Pinós, a finals del segle xiii, deixa a l'església 100 sous. Als segles XIV i XV consta documentalment que es feien enterraments al cementiri de l'església.
Aquest quart edifici també restà arruïnat i fou substituït pel temple actual, construït al segle xvii. Es van fer obres d'ampliació del temple, amb tres naus, afegint una a cada banda de la nau romànica. Es conserven alguns fragments d'aquestes dues construccions romàniques, de l'absis al costat de llevant i unes filades de murs de pedra ben tallades unides amb morter de calç i sauló. També es conserva una pica baptismal feta en un bloc de pedra arrodonit i buidat que actualment es conserva al presbiteri. El campanar va ser construït el 1703, és de torre exterior i conserva dues campanes foses el 1805 i el 1893 a Bellver de Cerdanya. La sagristia va ser construïda el 1814 a la capçalera del temple, comunicada amb l'altar major.
El 1947 es fan obres de restauració, per a després, l'any 1971, descobrir els fonaments de l'absis (segle xix, altars interiors). Convé destacar dues excavacions dutes a terme en els anys 1958 i 1971, l'última a càrrec de Manuel Riu i Riu. Al costat de l'església s'han trobat sepultures de cista, amb lloses, cosa que sembla indicar l'existència d'un cementiri romànic.